# Charles-Joseph Delrue
Pour les articles homonymes, voir Delrue.
Charles-Joseph Delrue, parfois écrit Delerue, né le 7 décembre 1760 à Allouagne,, commune où il est mort le 17 juin 1821, est un homme politique français.
Il fut élu, le 25 germinal an VI, député du Pas-de-Calais au Conseil des Cinq-cents, par 125 voix sur 166 votants, et fut nommé conseiller général deux ans plus tard. Cultivateur, il a été maire d'Allouagne de 1790 à 1811. Son fils également prénommé Charles-Joseph (1808-1857) a été maire de cette même commune de 1848 à 1857.

## Sources
- « Charles-Joseph Delrue », sur Sycomore, base de données des députés de l'Assemblée nationale
- « Charles-Joseph Delrue », dans Adolphe Robert et Gaston Cougny, Dictionnaire des parlementaires français, Edgar Bourloton, 1889-1891 [détail de l’édition]
- Jules Chavanon, Georges Saint-Yves, Le Pas-de-Calais de 1800 à 1810: étude sur le système administratif institué par Napoléon Ier, A. Picard et fils, 1907
- Jean-François Eugène Robinet, Dictionnaire historique et biographique de la Révolution et de l'Empire 1789-1815

- Ressource relative à la vie publique :   - Base Sycomore